# Palmtak
De palmtak, afkomstig van de grote palmenfamilie, is sinds de oudheid een symbool van overwinning. Het werd uitgereikt aan winnaars van de Olympische Spelen en meegedragen in triomftochten. De Griekse godin Nikè en haar Romeinse evenknie Victoria hadden palmtakken als attribuut. De vroege Kerk nam het over als een symbool van martelaarschap en overwinning op de dood. Het Evangelie volgens Johannes beschrijft hoe Jezus door de menigte met palmtakken werd begroet tijdens zijn Intocht in Jeruzalem. In de Europese kunst is het ook een attribuut van de Faam, de Kuisheid en Azië.

## Heraldiek
Palmtakken komen als pronkstuk in de heraldiek voor om de wapenschilden van abdissen van de Orde van de Brigittinessen te versieren. Deze abdissen gebruiken de hen toekomende abbatiale kromstaf met zweetdoek of sluier en de alle religieuzen toekomende zwarte rozenkrans niet.

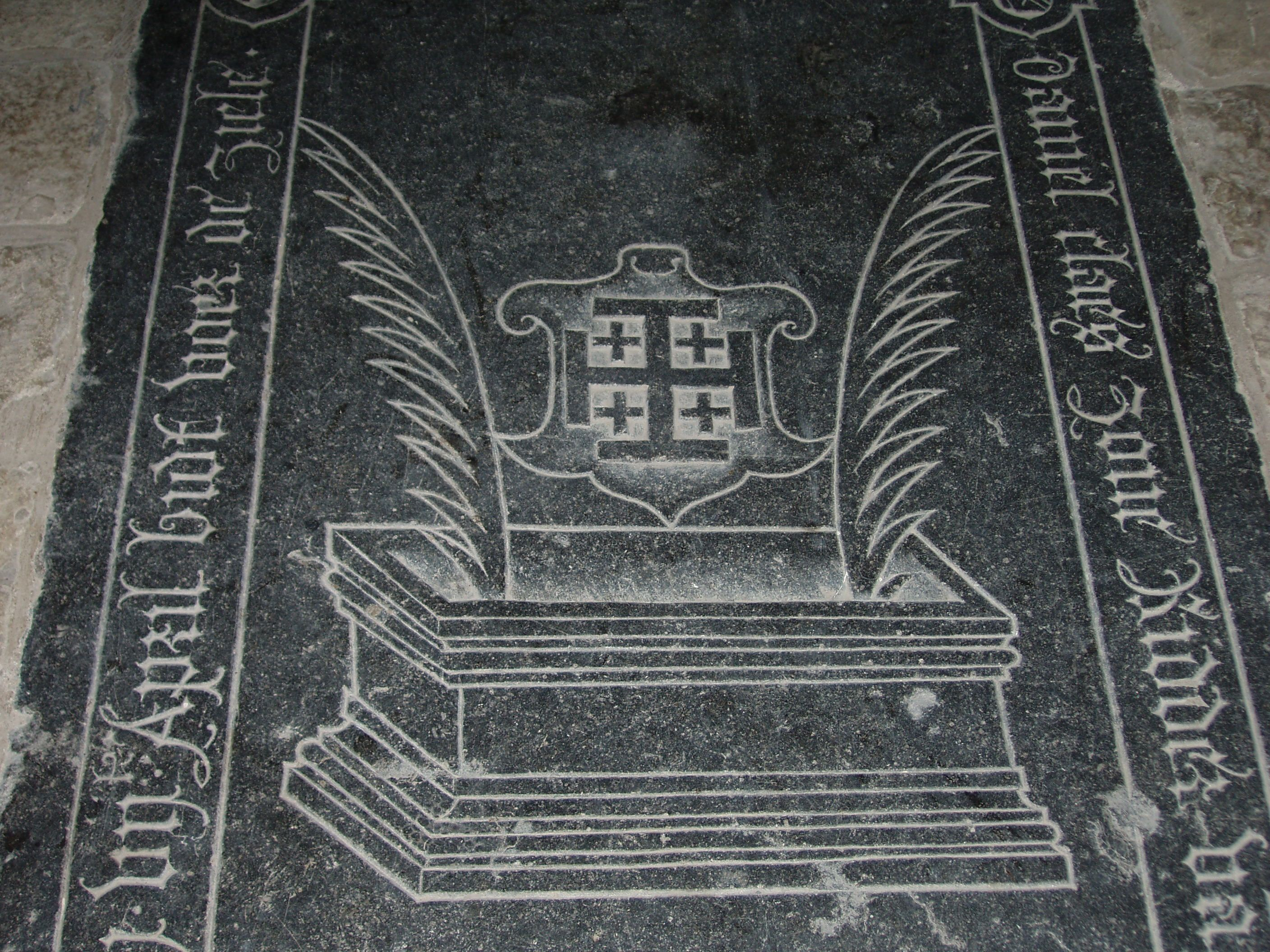
Een gotische zerk in het koor van de kerk in Dreischor. De dode bezocht Jeruzalem, vandaar het Jeruzalemkruis, de palmtakken en het lege graf.

Een enkele palmtak is op een schilderij het insigne van een pelgrim die een bedevaart naar Jeruzalem heeft gemaakt. Deze palmtakken herinneren aan de intocht van Jezus in Jeruzalem, volgens de evangelisten werd hij met het wuiven van palmtakken begroet. Deze palmtakken vindt men op schilderijen en op grafstenen terug, steeds als aanduiding van een lange en gevaarlijke bedevaart. 
Palmtakken zijn, geborduurd of gegoten, ook het insigne van de door Napoleon Bonaparte gestichte Franse Orde van de Academische Palmen. In Frankrijk en België worden bronzen, zilveren en gouden palmtakken op linten bevestigd, bijvoorbeeld op dat van het in 1885 ingestelde Militair Kruis (België).

## Voetnoten
1. ↑  James Hall, Hall's Iconografisch handboek. Onderwerpen, symbolen en motieven in de beeldende kunst, 2018, p. 268-269